# José Marrocos
José Joaquim Teles Marrocos (Crato, 26 de novembro de 1842 — Juazeiro do Norte, 14 de agosto de 1910) foi um professor e jornalista brasileiro. Era primo de Padre Cícero.

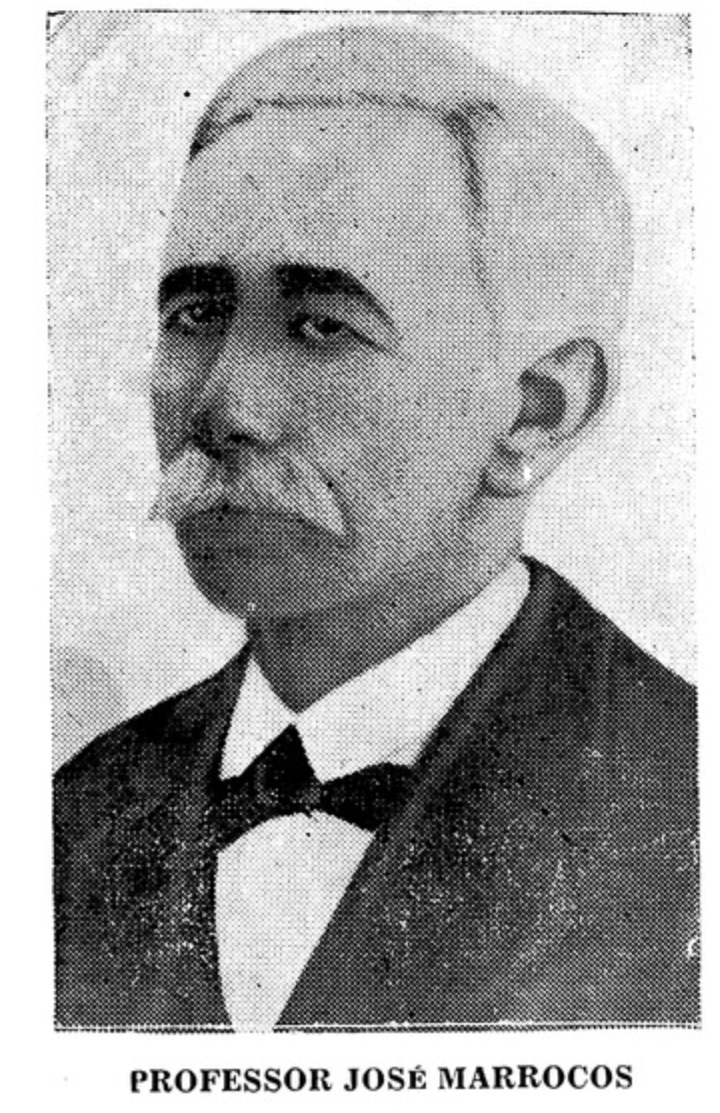
José Marrocos

José Marrocos queria ser padre e chegou a estudar no Seminário da Prainha, no entanto, foi expulso em 1868 por ser  filho de um padre. Voltou para sua cidade natal onde assumiu a direção do colégio Internato do Coração de Maria.
Foi ferrenho defensor de Padre Cícero e Maria de Araújo quando se envolveram no suposto milagre da hóstia. José Marrocos acreditava na sobrenaturalidade do acontecimento, tendo defendido até sua morte a reabilitação do Padre e da beata perante a Igreja Católica, bem como o reconhecimento desta do milagre. Por acreditar que os panos ensanguentados, provas do milagre, seriam destruídos pelo Tribunal do Santo Ofício, chegou a furtá-los do sacrário que estava sob a responsabilidade do Padre Alexandrino. No leito de morte, confessou a Cícero estar de posse dos artefatos.
Em 1908 se mudou para Juazeiro do Norte, onde fundou o jornal O Rebate e passou a defender a emancipação de Juazeiro. Porém, morreu em 1910 sem que visse Juazeiro independente do Crato, a emancipação só ocorreu em 1911.
Em 1881 foi fundado no Ceará o jornal O Libertador, cujos redatores eram os cearenses Antônio Bezerra, José Marrocos e Antônio Martins.
José Marrocos também era redator do jornal católico A Voz da Religião no Cariri:

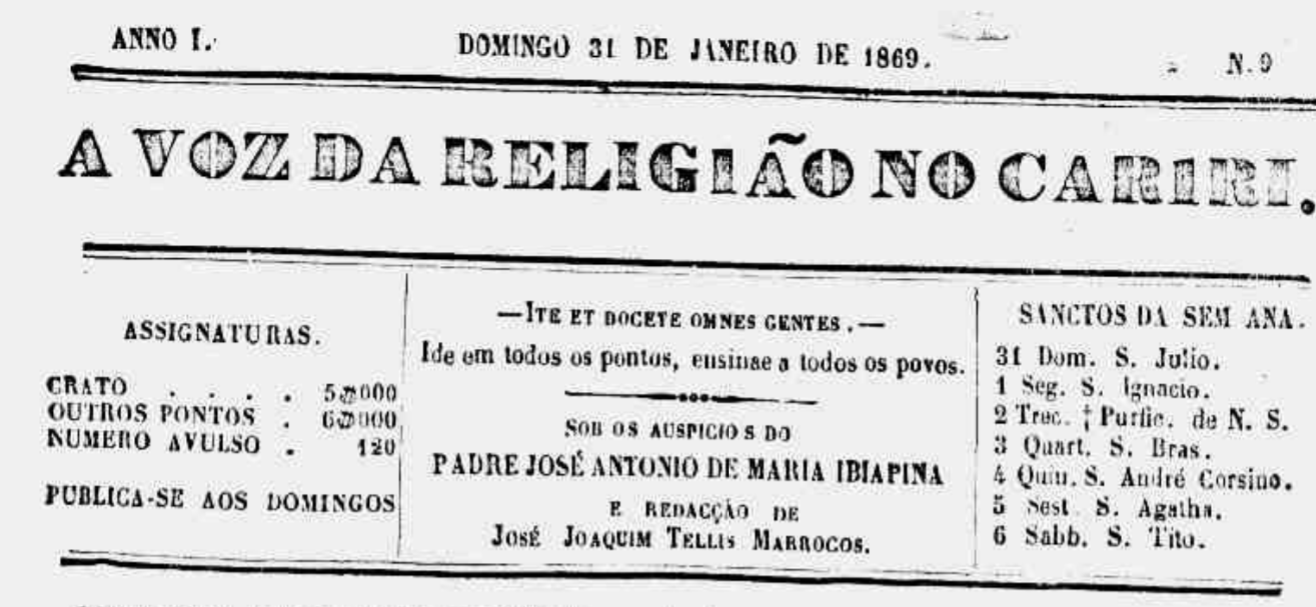
José Marrocos, redator do jornal